# Baumham
Baumham ist ein auf 565 m Höhe gelegener Ortsteil der Gemeinde Palling, die Siedlung liegt auf einem bewaldeten Höhenrücken. Etwas oberhalb des Ortsteils befinden sich seit 2005 zwei Windkraftanlagen des Typs Repower MD77.

## Geschichte
Urkundlich belegt ist, dass vor 1060 (bevor Erzbischof Baldwin starb) ein „nobilis vir“ – vermutlich der ehemalige Pfalzgraf Aribo II. – sein Gut „in loco Azingen“ (Assing) gegen Kirchengut in Baumham tauschte. Später findet das Kloster Seeon als einer der Grundherren in Baumham Erwähnung.
Der Weiler Baumham hatte 1868, als er noch zur Gemeinde Freutsmoos gehörte, 46 Einwohner. Freutsmoos wurde 1978 nach Palling eingemeindet.